# Тамариксов кълвач
Тамариксов кълвач (Dendrocopos assimilis) е вид птица от семейство Picidae.

## Разпространение
Видът е разпространен в Индия, Иран и Пакистан.